# クレイトス

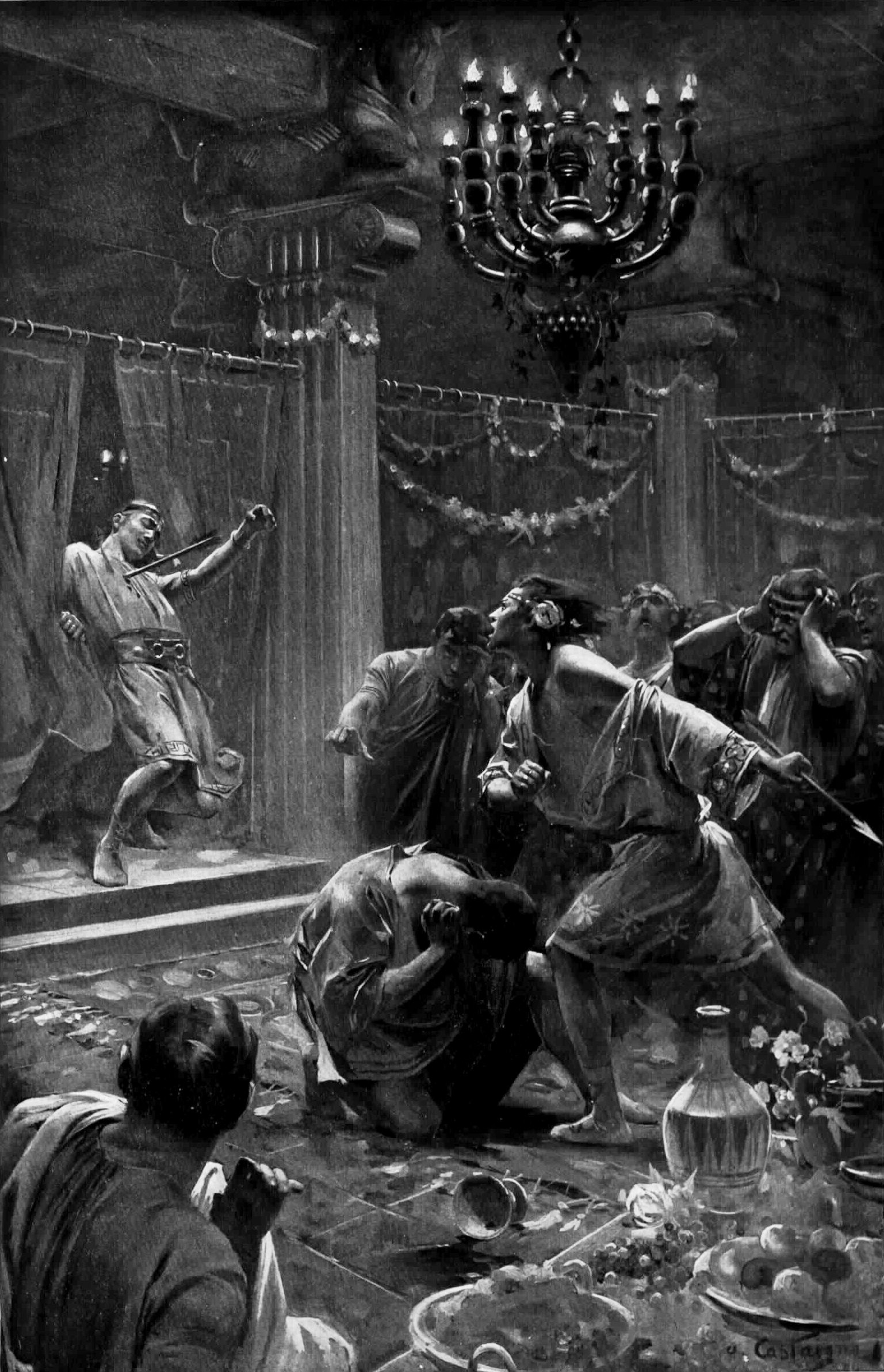
クレイトス

クレイトス（希:Κλείτος, ラテン文字転記：Kleitos, 紀元前4世紀前半 - 紀元前328年）は、古代マケドニア王国の武将で、アレクサンドロス3世の友人、側近将校の一人である。浅黒い肌をしていたため「黒のクレイトス」（希：Κλείτος ο Μέλας）と称される。古くは近衛隊長としてピリッポス2世に仕えていた。
マケドニア貴族ドロピデスの子で、アレクサンドロスより年上であったことが知られる。姉のラニケはアレクサンドロスの乳母であった。
クレイトスはアレクサンドロス3世によって騎兵親衛隊長に任命され、グラニコス川の戦いでアレクサンドロスに背後から襲い掛かったペルシアの武将スピトリダテスの腕を斬り落として王の命を救った。その後ガウガメラの戦いで王とともに騎兵隊を率いて敵陣に突入し、フィロタスの処刑によって空席となったヘタイロイ騎兵の隊長にヘファイスティオンとともに任命されるなど、優秀な指揮官であった。しかし伝統的なマケドニアの風習を重んじていたため、ペルシア風の宮廷儀礼を導入したり異民族との融和を重んじるアレクサンドロスの政策に異を唱え、王に阿諛追従する近習たちの言動を遠慮なく糾弾した。
紀元前328年にソグディアナのマラカンダ（現在のサマルカンド）でペルシア人のバクトリア総督アルタバゾスが老齢のため辞任を申し出たのを受けて、王はクレイトスを後任のバクトリア総督に任命し、祝賀の宴を開いた。しかし、上記のようないきさつでクレイトスとアレクサンドロスとの間にかねて緊張関係が生じていたため、酒宴の席上でクレイトスは王と東方政策をめぐる口論をはじめ、酔った王はクレイトスの挑発的な言動に激怒して、彼を槍で刺し殺した。その後酔いが醒めたアレクサンドロスは自分の行為に激しい衝撃を受け、三日三晩にわたって部屋にこもったまま慟哭し続けた。